# ASL Airlines Ireland
Pour les articles homonymes, voir ASL et ABR.
ASL Airlines Ireland (pas de code AITA ; code OACI : ABR) (anciennement Air Contractors) est une compagnie aérienne irlandaise.

## Histoire
Cette compagnie cargo fut fondée en 1972 sous le nom d'Air Bridge Carriers. Elle fut rebaptisée Hunting Cargo Airlines en septembre 1992. Le nom Air Contractors est adopté en juin 1998 après l'acquisition de la compagnie par la Compagnie maritime belge d'Anvers et Safair. 

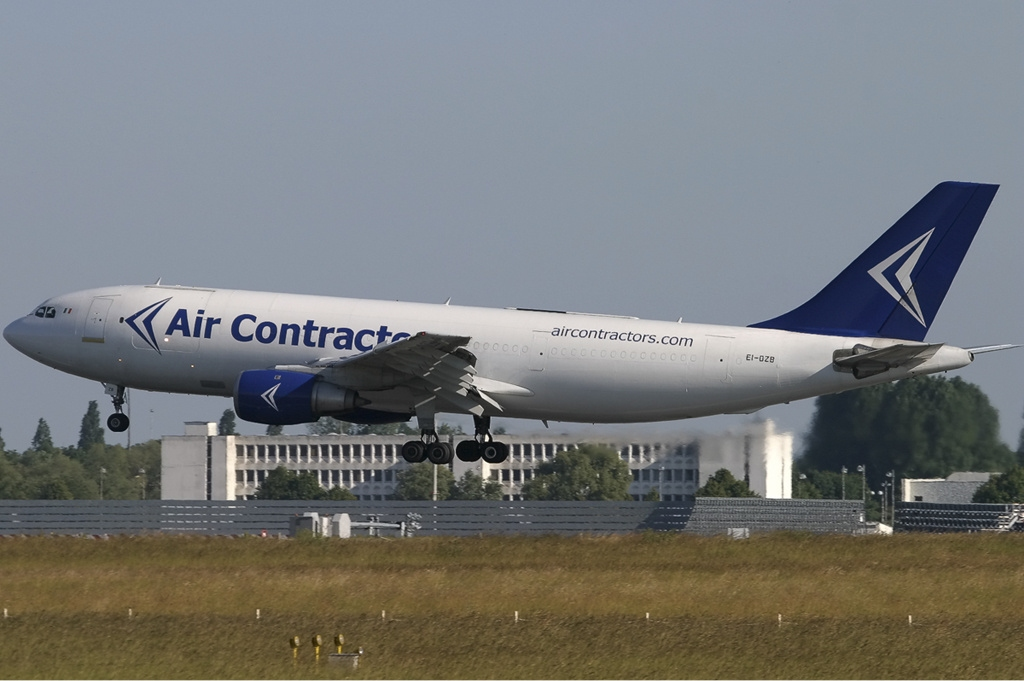
Airbus A300 d'Air Contractors
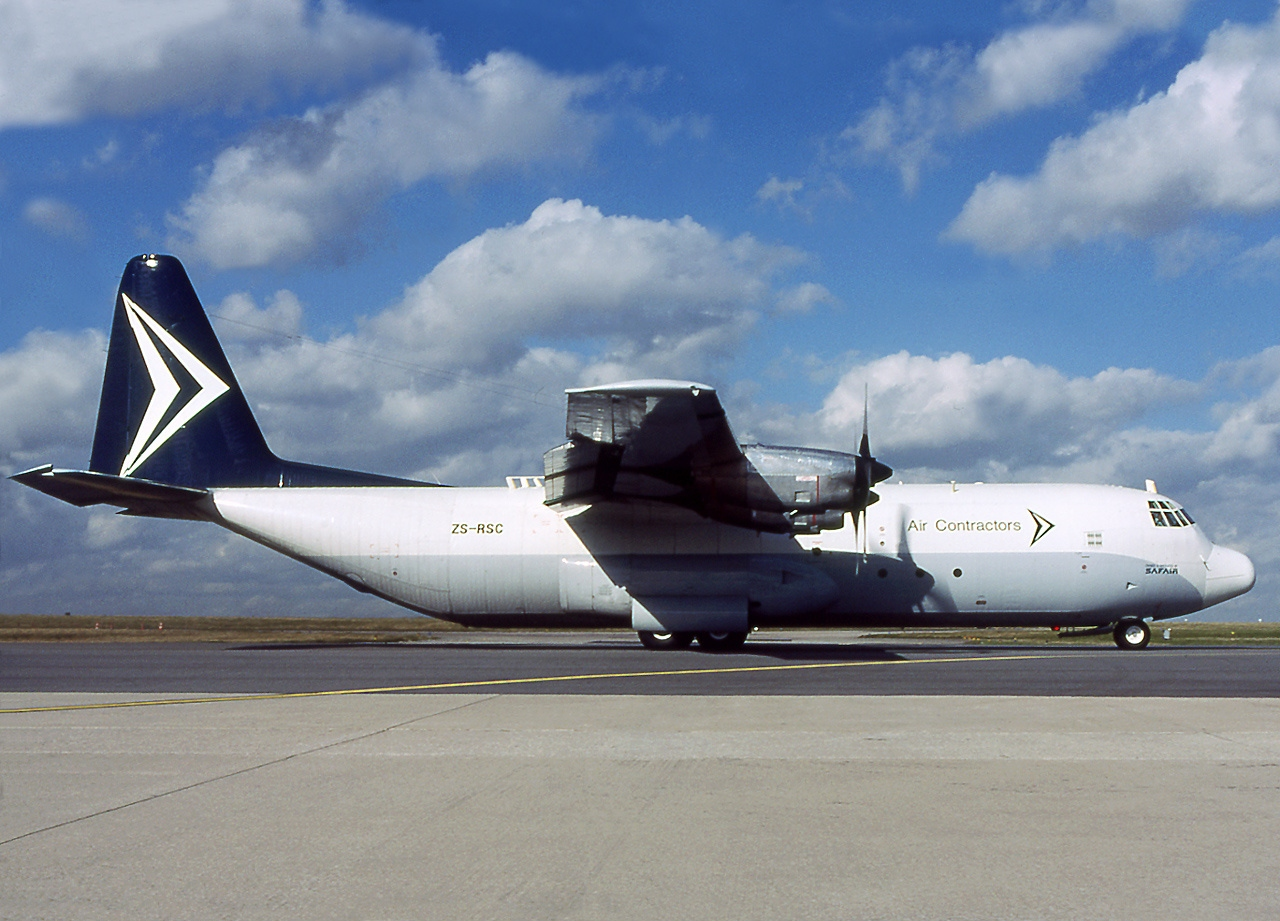
Lockheed L-100-30 Hercules d'Air Contractors (Safair)
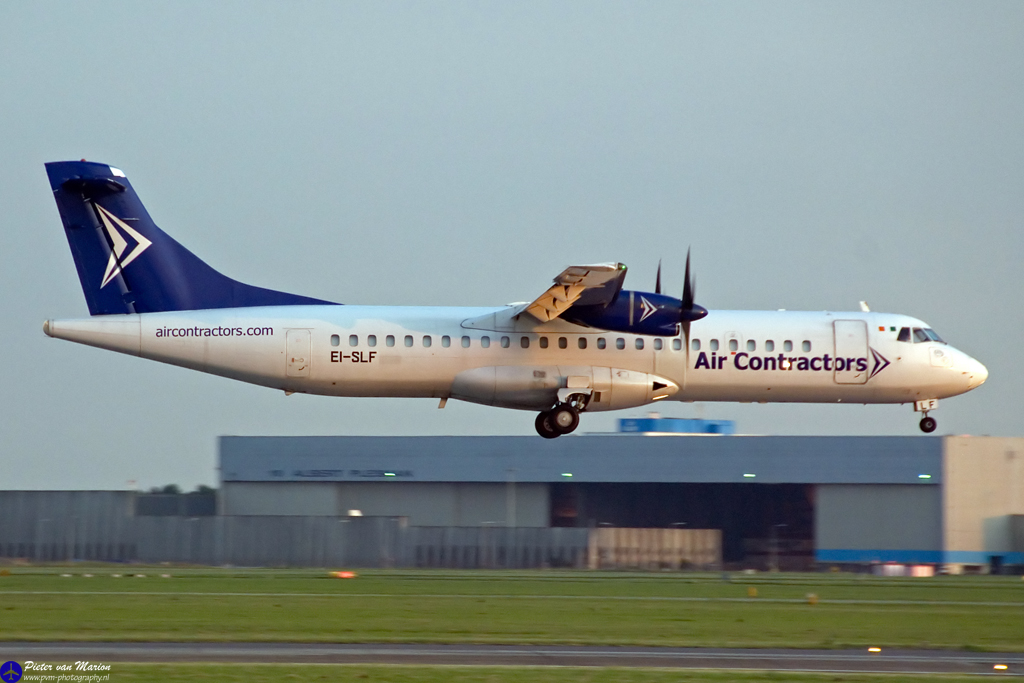
ATR 72 (EI-SLF) d'Air Contractors

En 2008, elle acquiert Europe Airpost et fonde à ce moment l'ASL Aviation Group. Puis, en 2014, le groupe acquiert le Farnair Group qui regroupe Farnair Switzerland ainsi que Farnair Hungary. À la suite de ces acquisitions, elle renomme en 2015 toutes ses filiales ASL Airlines. En 2016, elle complète l'acquisition de TNT Airways ainsi que sa filiale PAN Air Líneas Aéreas

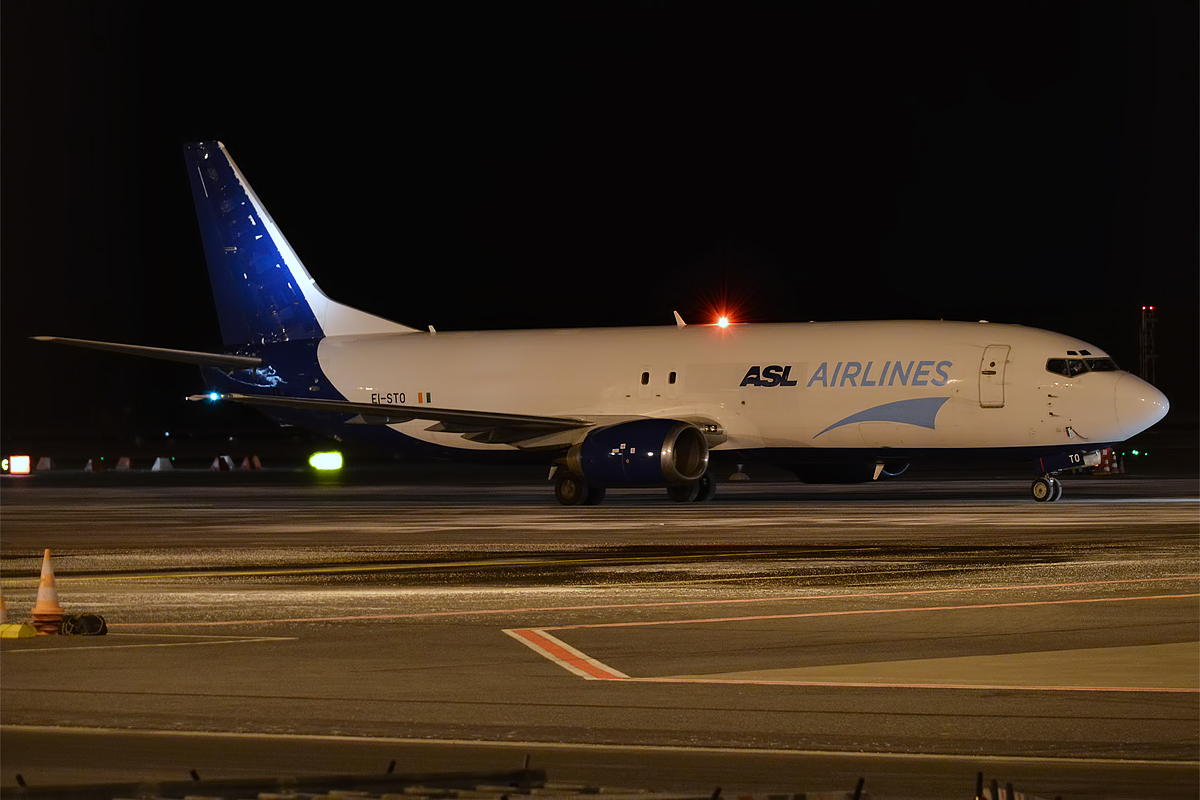
Boeing 737-43Q SF d'ASL Airlines Ireland, (EI-STO)

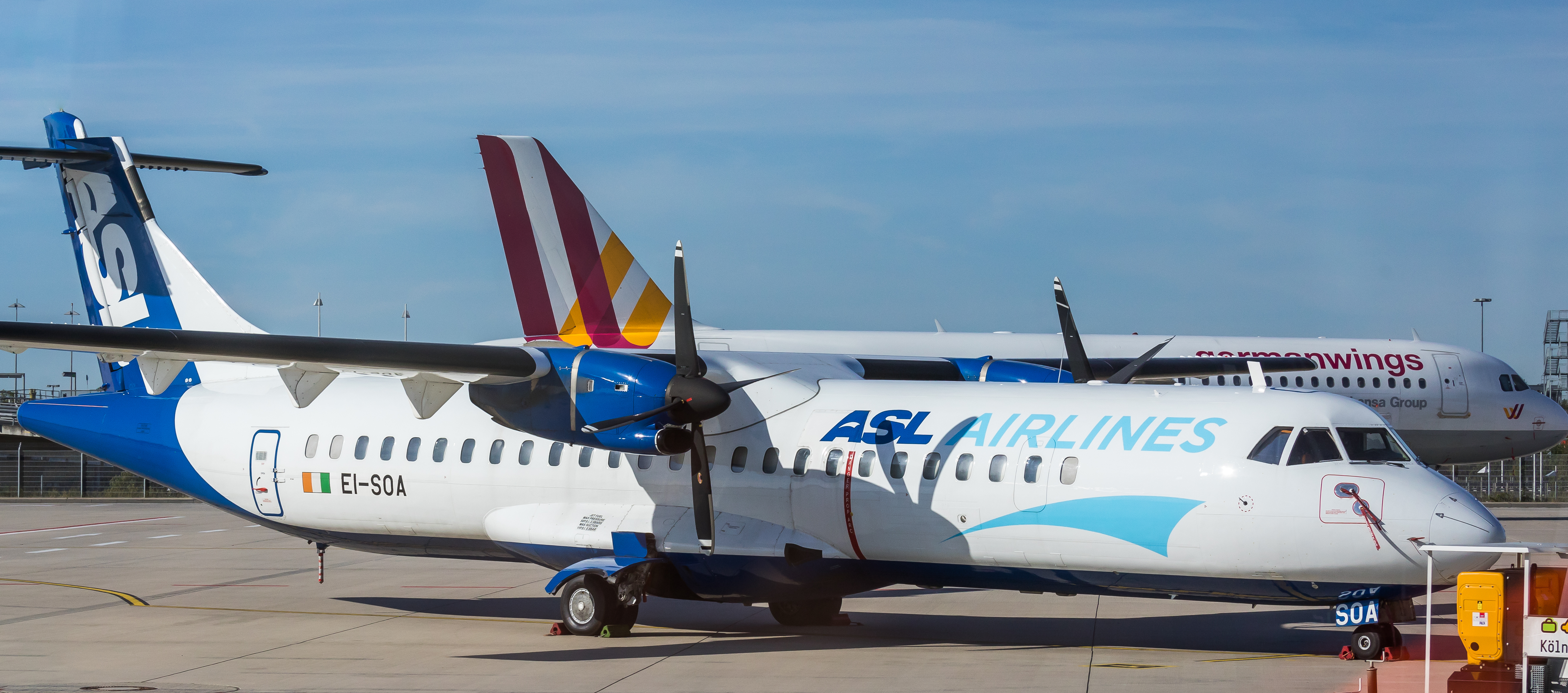
ATR 72-202(F) immatriculé EI-SOA - à Cologne Bonn

## Identité

Logos
Logo d'ASL Airlines Ireland en tant que Air Contractors
Logo d'ASL Airlines Ireland à partir de 2015

## Flotte
Au mois de février 2017, la flotte d'ASL Airlines Ireland est composée des appareils suivants:
| Appareils         | En service | Commandes | Notes                        |
| ----------------- | ---------- | --------- | ---------------------------- |
| Airbus A300-600RF | 4          | —         | Opérés pour DHL Aviation     |
| ATR 42-300F       | 7          | —         | 5 opèrent pour FedEx Express |
| ATR 72-200F       | 14         | —         | 5 opèrent pour FedEx Express |
| ATR 72-500        | 1          | —         |                              |
| ATR 72-500F       | 1          | —         |                              |
| Boeing 737-300    | 1          | —         |                              |
| Boeing 757-200    | 4          | —         | Tous loués à Aer Lingus      |
| Total             | 32         |           |                              |